# 新潟市産業振興センター
新潟市産業振興センター（にいがたし さんぎょうしんこうセンター）は、新潟県新潟市中央区鐘木に所在する展示施設。同市周辺では単に産業センターとも呼ばれる。施設は新潟市が所有し、新潟市開発公社・愛宕共同事業体（同公社と愛宕商事による共同事業体）が指定管理者として運営管理を行っている。

## 概要・歴史
1987年（昭和62年）4月開館。中心施設の一つである展示ホールの床面積は約4,455 m2で、竣工当時、新潟県内では最大規模のアリーナ施設だった。
1988年（昭和63年）夏の「第9回アジア卓球選手権大会」や、翌1989年（平成元年）夏の「ナイスふ～ど新潟 '89 食と緑の博覧会」のメイン会場となった。その他現在に至るまで、展示会やイベント、アイスショー、コンサートなどが開催されている。新潟市内でガタケットが開催される際には、この産業センターが会場となることが多い。
2003年（平成15年）春、新潟県が事業主体として整備した複合コンベンション施設「朱鷺メッセ」が竣工。新潟コンベンションセンターには床面積約7,800 m2を誇る国際展示場（ウェーブマーケット）が設けられた。このため産業センターは現在、新潟市内のアリーナ施設としては同センターに次ぐ規模となっている。
当センターの運営管理を行っている新潟市の外郭団体「財団法人新潟地域産業振興センター」 は開館以来、市から直接受託して業務を行っていたが、指定管理者制度の導入により2006年（平成18年）4月1日から指定管理者として3年間業務を受託し、2009年（平成21年）4月1日からは市の外郭団体で市有施設の運営管理を行う「財団法人新潟市開発公社」とNSGグループ傘下の「愛宕商事」と共同事業体を編成して業務を受託した。この間、法人としての産業振興センターと、隣接地の新潟テルサを運営していた「財団法人新潟勤労者福祉振興協会」の2つの財団法人は市の組織改革に伴い、2010年（平成22年）3月末を以って市開発公社と事業統合して解散し、現在の運営体制となった。
既に開館から四半世紀以上を経過して設備の老朽化が進んでおり、維持管理が課題となっている。
このため、２０１９年１０月１日より２０２０年８月末迄の予定で休館して、改装工事を行うことになっている。

## 施設概要
- 展示ホール（約4,455m2）
- 大会議室（300m2）
- 中会議室（142m2）
- 小会議室（54m2）×4室
- 多目的スペース（407m2）
- エントランスホール（738m2）
- 主催者室（23m2）×3室
- 駐車場
  - 収容台数：約900台（産業センター西側、新潟市消防局・中央消防署東側、駐車料金 無料）
  - 臨時駐車場：鐘木交差点角、新潟テルサと共用
  - 他に新潟市民病院周辺に民間の有料駐車場あり。鳥屋野潟公園の駐車場は原則駐車不可

## 交通
- 新潟駅南口バスターミナル1番線から新潟交通路線バス S7 スポーツ公園線「S70 南長潟・新潟市民病院」「S71 市民病院・曽野木ニュータウン」「S72 市民病院・大野」行で「産業振興センター前」下車後徒歩約1分（バス停先、鐘木交差点を北側へ横断）
  - コンサート・イベント等開催時には、臨時直通バスの運行あり（新潟駅南口バスターミナル1番線もしくは7番臨時のりば発）
- 磐越自動車道 新潟中央ICから約3分
- 国道8号（新潟バイパス）女池ICから約5分

## その他
- 開館当初の英文名称は「Convention Center」を使用し、道路標識などに用いられていたが、のちに開場した朱鷺メッセのうちコンベンション棟の名称が「新潟コンベンションセンター」となったのに伴い、道路標識の英文表記はローマ字を混用した「Sangyo Shinko Center」及び「Sangyo Center」に変更された。
- 展示ホールにある時計はカーネル・サンダースのイラストが入っているが、日本KFCの寄贈であるかどうかは不明である。